# Illapa
Illapa was de god van de donder, de bliksem en regenstormen bij de Inca's. Zijn feestdag was op 25 juli. Hij houdt naar verluidt de Melkweg in een kruik en gebruikt het om regen te maken. Hij verschijnt als een man in glimmende kleren met een knuppel en een steen in zijn handen. Hij was ooit de belangrijkste god bij de Aymara van het Koninkrijk van Colla, waar de Collasuyu provincie in het Incarijk naar vernoemd is.